# Ulica Wiatraczna w Warszawie
Ulica Wiatraczna – ulica w warszawskiej dzielnicy Praga-Południe. 
Od jej nazwy pochodzi nazwa ronda Wiatraczna.

## Przebieg
Ulica rozpoczyna się na skrzyżowaniu z ulicą Grochowską, a następnie kieruje się w kierunku północnym, kolejno przecinając ulice: Zakole, Kobielską, Prochową, Michała Paca, Nizinną, Szaserów i Wojciecha Chrzanowskiego oraz Józefa Dwernickiego. Następnie dochodzi do linii kolejowej Warszawa Wschodnia-Mińsk Mazowiecki, gdzie znajduje się szlaban i dalej droga przeznaczona jest już tylko do ruchu pieszego. Dalszy ciąg ulicy przechodzi przez teren głównej stacji technicznej kolei polskich Grochów  - i, mimo widocznych informacji o zakazie wstępu, jest to najszybsza droga dla mieszkańców, z Grochowa. Po przejściu przez tereny kolejowe (dawne dobra Emilianów), dalej ulica przecina ogródki działkowe (w większości opuszczone) i kończy swój bieg przy elektrowni kolejowej w okolicach ulicy Gwarków.

## Historia
W XIX wieku podczas parcelacji okolicznych gruntów w miejscu obecnej ulicy wytyczono drogę prowadzącą z ulicy Grochowskiej do działki oznaczonej hipotecznie jako Dobra Grochów nr 26 – Wiatrak. 
Pod koniec XIX wieku na rogu Wiatracznej i Grochowskiej wzniesiono zachowane do dzisiaj budynki piekarni Teodora Reicherta.
W 1916 ten teren, wraz z całym Grochowem, został przyłączony do Warszawy. Ulica powstała w 1919 jako mało znacząca droga łącząca ulice Kobielską z Józefa Dwernickiego. W latach 30. XX wieku połączyła Grochowską z Dwernickiego. 14 września 1957 na ulicę Wiatraczną wyjechał pierwszy miejski autobus o oznaczeniu 127. W latach 60. XX wieku ulicę przedłużono w kierunku północnym do ul. Chrzanowskiego.

## Ważniejsze obiekty
- Piekarnia Teodora Reicherta
- Przystanek kolejowy Warszawa Grochów